# Thang cá

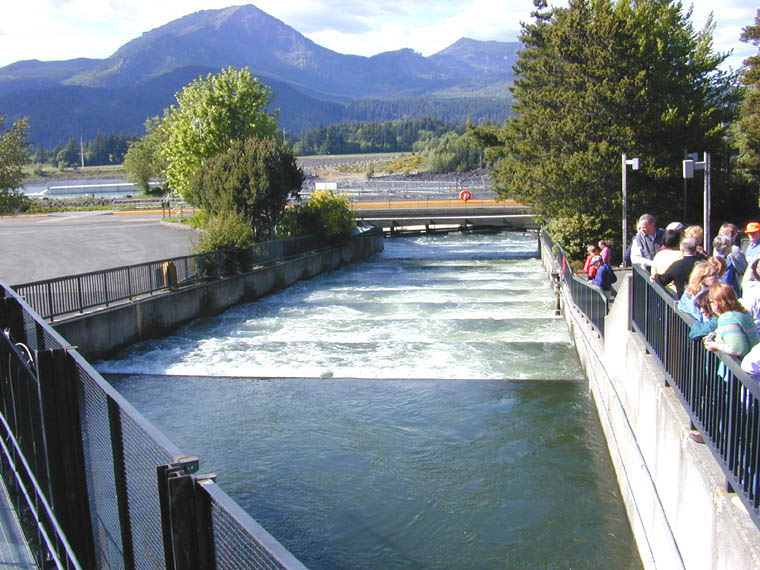
Thang cá gồm có hồ và đập chìm tại Đập Bonneville trên Sông Columbia

Thang cá là cấu trúc nằm trên hoặc nằm xung quanh một bờ cản nhân tạo, thí dụ như đập nước và đập chìm) để tạo điều kiện cho sự di cư tự nhiên của các loài cá di cư. Đa số các thang cá làm cho cá có thể vượt quanh các bờ cản bằng cách lội và nhảy lên một loạt các bậc tương đối thấp (vì vậy nên mới có tên gọi là thang) vào trong vùng nước phía bên kia bờ cản hay đập nước. Vận tốc nước chảy xuống các bậc thang phải đủ lớn để hấp dẫn cá đến thang nhưng đồng thời không chảy quá xiết đến nỗi cuốn trôi cá trở xuống phía hạ nguồn hoặc làm cho cá đuối sức và không thể tiếp tục cuộc hành trình của chúng lên thượng nguồn.

## Lịch sử
Thang cá được biết rất là hữu hiệu. Các bản tường trình viết tay nói về các thang cá có thể được truy nguồn về nước Pháp vào thế kỷ 17 là nơi có nhiều bó nhành cây được dùng để tạo các bậc thang trong các kênh nước chảy dốc xuống để vượt qua chướng ngại. Năm 1852–1854, Thang cá Ballisodare được xây dựng tại Quận Sligo của Ireland để nhử cá hồi vào một con sông không có cá để đánh bắt. Năm 1880, thang cá đầu tiên được xây dựng tại Rhode Island trên Đập nước Thác Pawtuxet. Thang cá này bị tháo dở vào năm 1924 khi Thành phố Providence thay thế đập nước gỗ bằng đập bê tông.
Khi Thời đại Công nghiệp tiến triển, các đập nước và những chướng ngại trên sông khác càng ngày càng trở nên to lớn và phổ biến, dẫn đến nhu cầu tạo ra các thang cá hữu hiệu hơn.

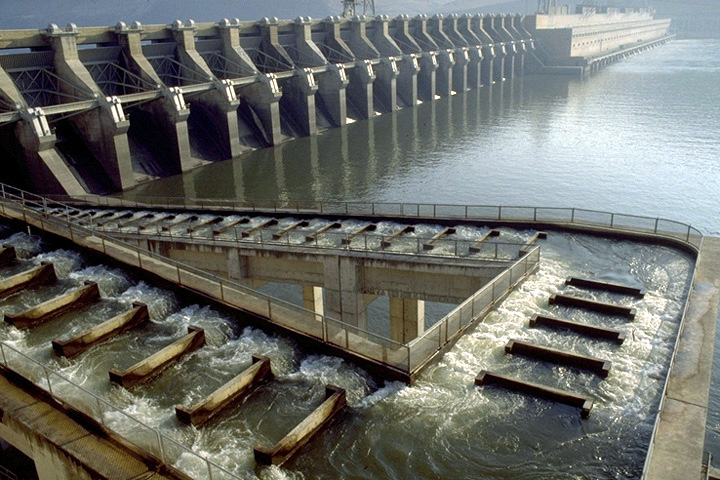
Thang cá tại Đập John Day, được nhìn từ phía (bắc) tiểu bang Washington trên Sông Columbia.

## Các loại
Có năm loại thang cá chính:
- Thang cá bằng đá
- Hồ và đập chìm
- Thang cá có rãnh thẳng
- Thang cá có vách ngăn
- Thang cá nâng

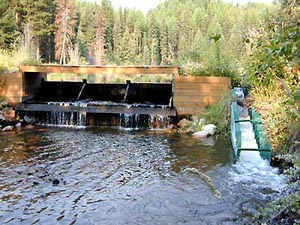
Thang cá Denil trên Lạch Salmon, Montana.

Thang cá bằng đá dùng những hòn đá to và gỗ để tạo thành hồ và các thác nhỏ giống như hình thái thiên nhiên, xứng hợp nhất cho các bờ cản nước tương đối ngắn.
Hồ và đập chìm là một trong những loại thang cá cổ xưa nhất. Nó dùng một loạt các đập chìm nhỏ và hồ có chiều dài thường để tạo một kênh dốc dài cho cá di chuyển quanh chướng ngại vật. Kênh phục vụ như một âu thuyền cố định dần dần hạ xuống tới mực nước. Để lội ngược lên thượng nguồn, cá phải nhảy qua từ hộp nước này sang hộp nước khác trong thang cá.

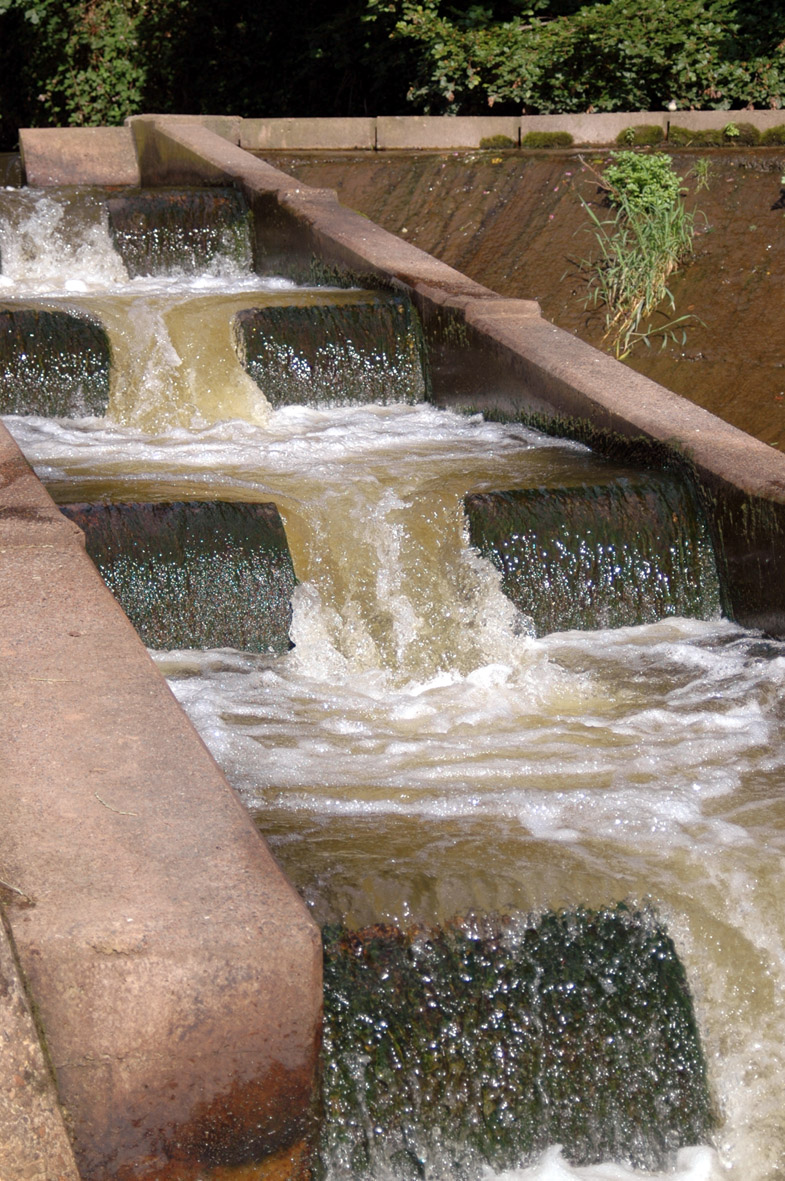
Một thang cá nhỏ tại Devon, England

Thang cá có rãnh thẳng thì tương tự như hệ thống có hồ và đập chìm, khác ở chỗ là mỗi "đập chìm" có một rãnh hẹp nằm gần vách thang. Rãnh này cho phép cá lội lên thượng nguồn mà không cần phải nhảy lên đập chìm.
Thang cá có vách ngăn dùng một loạt các vách ngăn có khoảng cách gần và đối xứng trong một thang cá để đổi chiều dòng chảy của nước, cho phép các lội quanh bờ cản. Thang cá có vách ngăn không cần có chỗ dành cho cá dừng lại, mặc dù loại hồ và đập chìm có thể gồm có nơi để cho cá dừng lại hoặc giảm thiểu dòng chảy của nước. Loại thang cá như thế này có thể được xây với nhiều khúc gấp ngược trở lại để giảm thiểu chỗ cần thiết trong lúc xây dựng. Thang cá có vách ngăn có đủ kiểu. Kiểu ban đầu là thang cá Denil được một khoa học gia người Bỉ G. Denil phát triển năm 1909; kể từ đó nó đã được chỉnh lại và làm cho thích hợp trong nhiều cách. Thí dụ Alaskan Steeppass là một thang cá Denil ban đầu được thiết kế dành cho các vùng xa xôi hẻo lánh của Alaska.
Thang cá nâng như cái tên của nó ám chỉ, không sử dụng kiểu có từng bậc thang mà tạo một loại nâng để mang cá qua một bờ cản. Loại thang này thích hợp đối với những bờ cản cao. Với một thang cá nâng, cá lội vào trong một khu vực tập trung ở chân của bờ cản. Khi cá vào trong khu vực tập trung đủ nhiều, chúng được đưa vào trong một cái thùng có đáy mở được. Sau đó cái thùng này mang chúng đến một cái máng nước và đổ chúng vào trong sông bên kia bờ cản.

Dấu hiệu An toàn Thang cá của Ủy ban Điều hợp Năng lượng Liên bang

Trên Sông Connecticut tại Holyoke, Massachusetts chẳng hạn, một thang cá nâng đưa khoảng 500 con cá một lúc lên cao 52 ft (15,85 mét) qua bên kia Đập Holyoke. Trong năm đầu tiên hoạt động vào năm 1955, Thang cá nâng Holyoke đã mang 4.899 cá shad qua đập. Vào năm 2004, tổng số cá tiêu biểu hàng năm được nâng qua đập đã tăng lên đến trên 500.000.

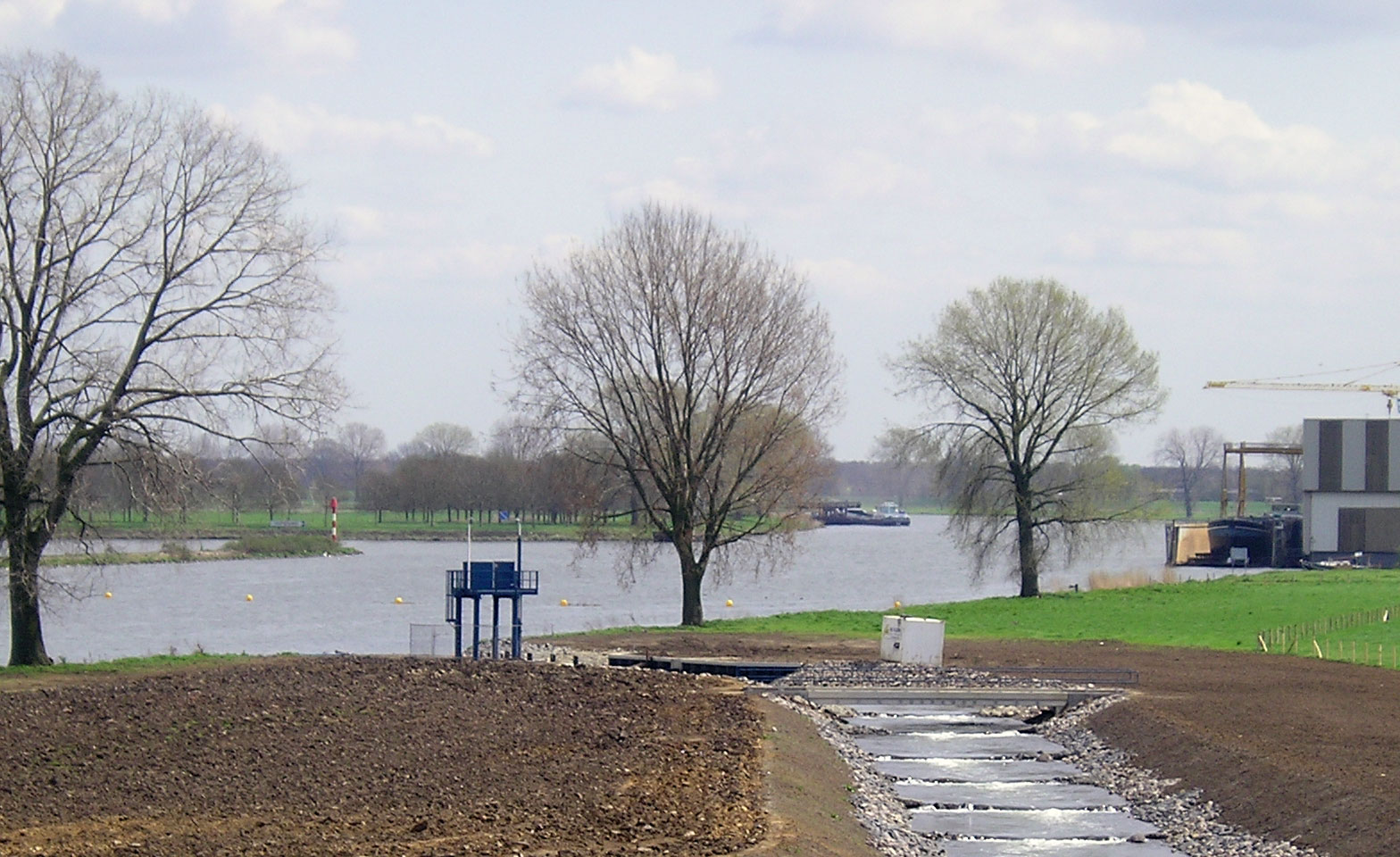
Thang cá tại Sông Meuse, Grave, Hà Lan.
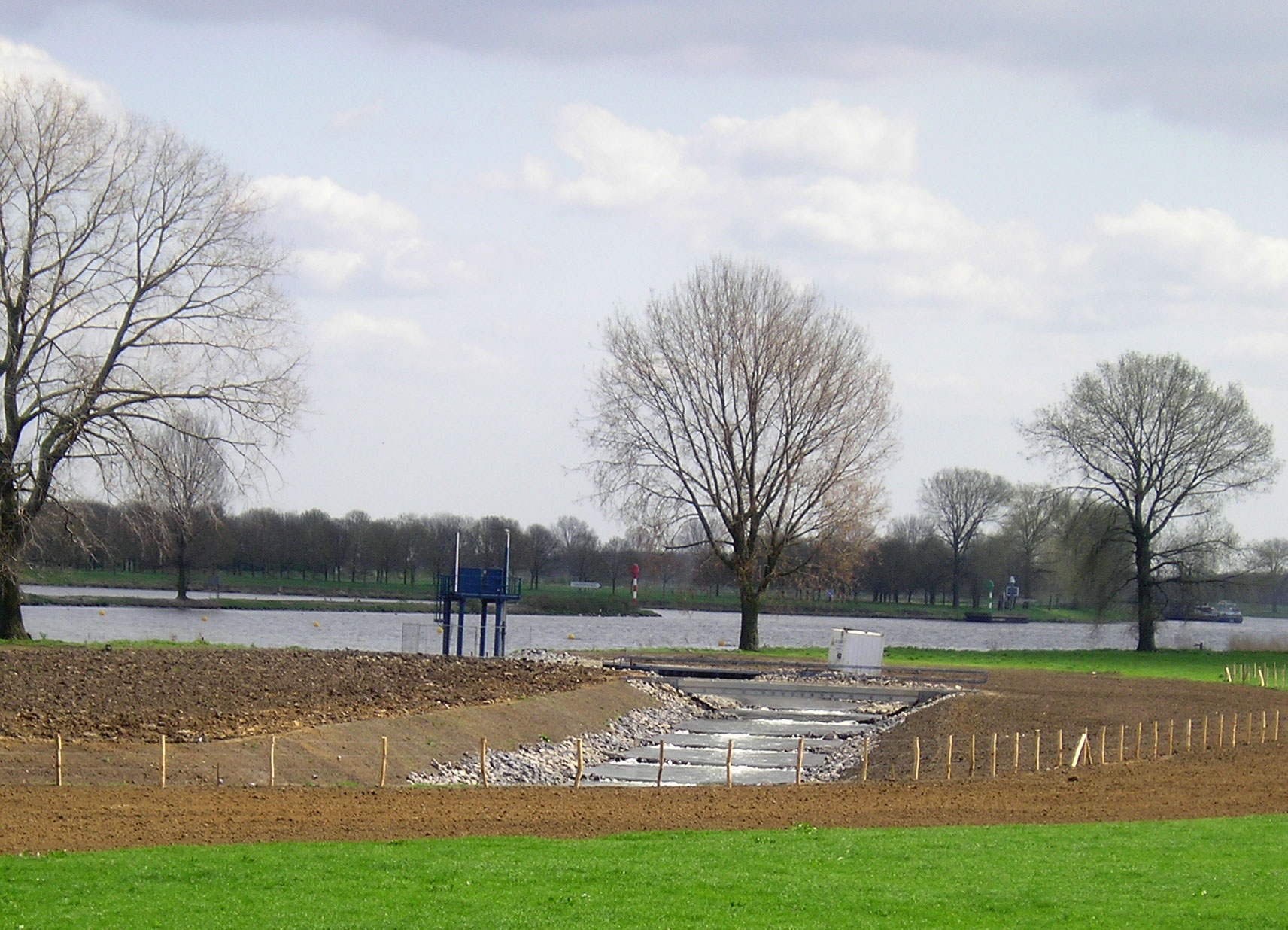
Thang cá tại Sông Meuse, Grave, Hà Lan.
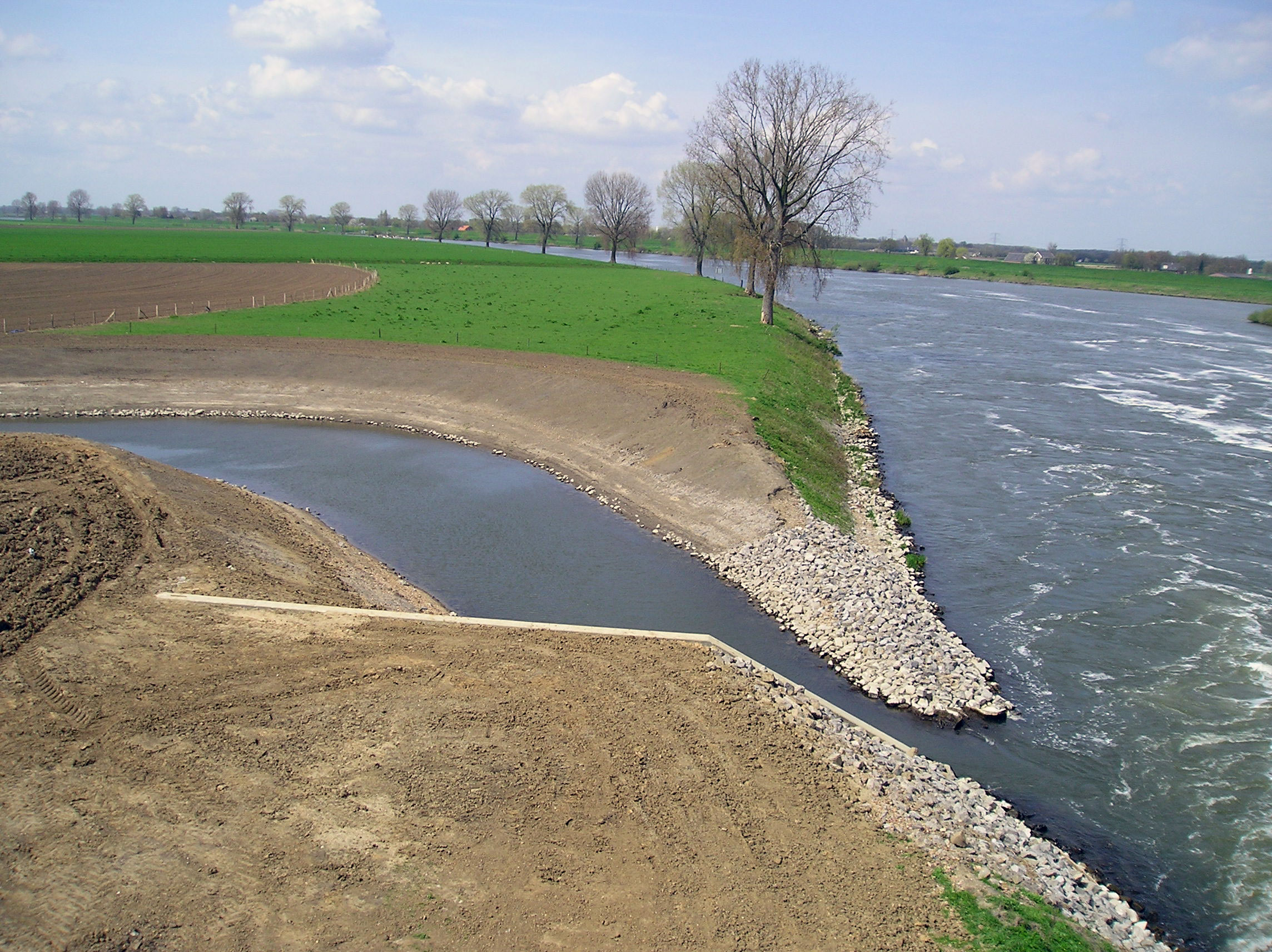
Thang cá tại Sông Meuse, Grave, Hà Lan.
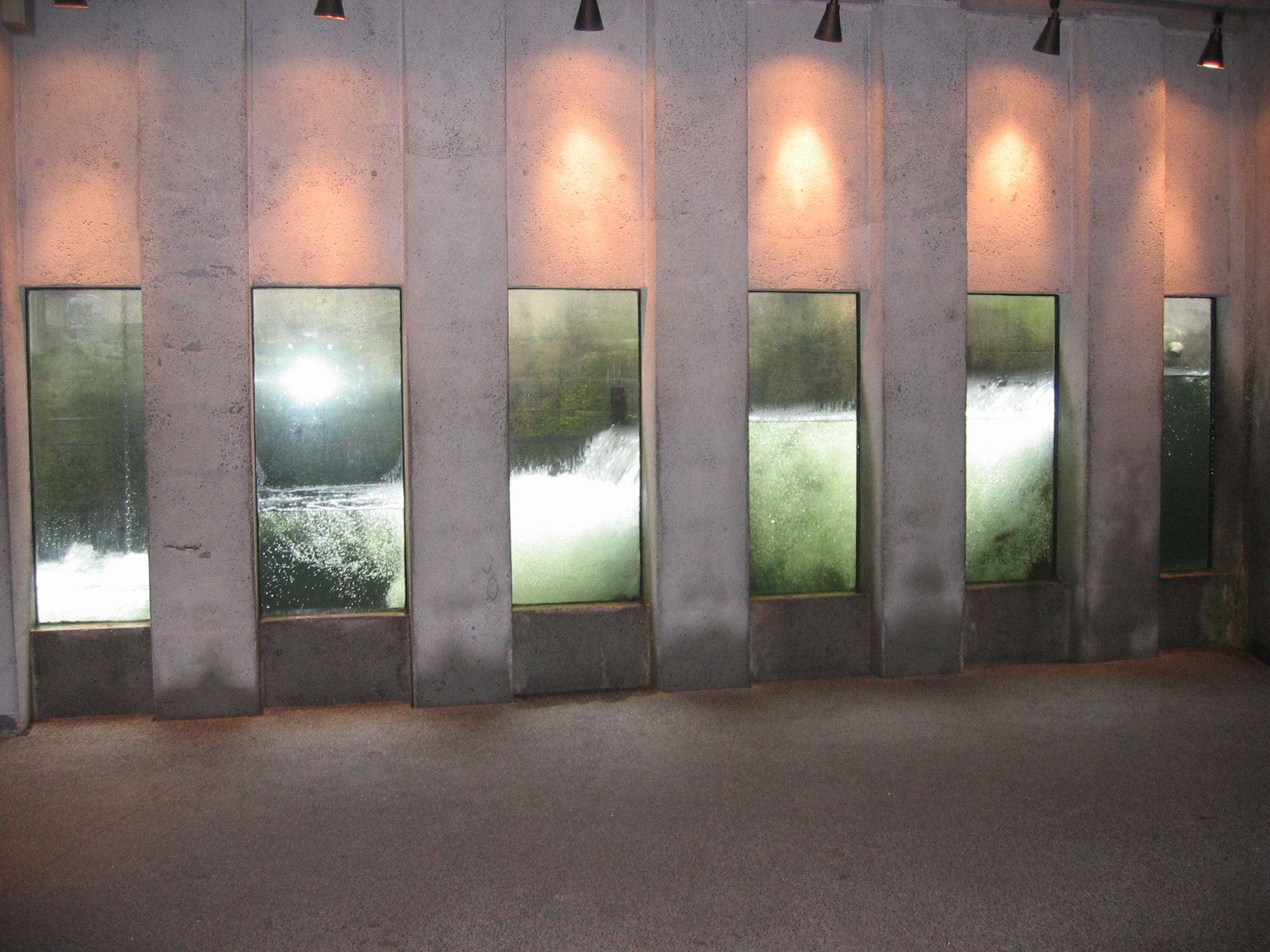
Thang cá tại North Vancouver, British Columbia.